# Crotale cascabelle
Crotalus durissus
Espèce
Synonymes
- Crotalus cascavella Wagler, 1824
- Crotalus durissus cascavella Wagler, 1824
- Crotalus terrificus var. collilineatus Amaral, 1926
- Crotalus durissus collilineatus Amaral, 1926
- Crotalus cumanensis Humboldt, 1811
- Crotalus dryinas Linnaeus, 1758
- Crotalus durissus dryinas Linnaeus, 1758
- Caudisona terrifica Laurenti, 1768
- Crotalus terrificus (Laurenti, 1768)
- Crotalus horridus var. unicolor Lidth De Jeude, 1887
- Crotalus unicolor Lidth De Jeude, 1887
- Crotalus vegrandis Klauber, 1941
- Crotalus durissus pifanorum Sandner-Montilla, 1980

Statut de conservation UICN

 LC  : Préoccupation mineure
Statut CITES
Crotalus durissus est une espèce de serpents de la famille des Viperidae. Il est également appelé Crotale cascabelle ou Crotale des tropiques. Son nom « cascabelle » provient de l'espagnol Cascabel qui veut dire « grelot ». La sous-espèce Crotalus durissus vegrandis est également appelée Crotale du Venezuela.

## Répartition
Cette espèce se rencontre au Mexique, au Belize, au Guatemala, au Honduras, au Salvador, au Nicaragua, au Brésil, au Venezuela, en Colombie, au Guyana, au Suriname, en Guyane, dans le nord de l'Argentine, au Paraguay, en Bolivie et en Uruguay.
De toutes les espèces de crotale, c'est celle qui a la répartition géographique la plus large.

## Description

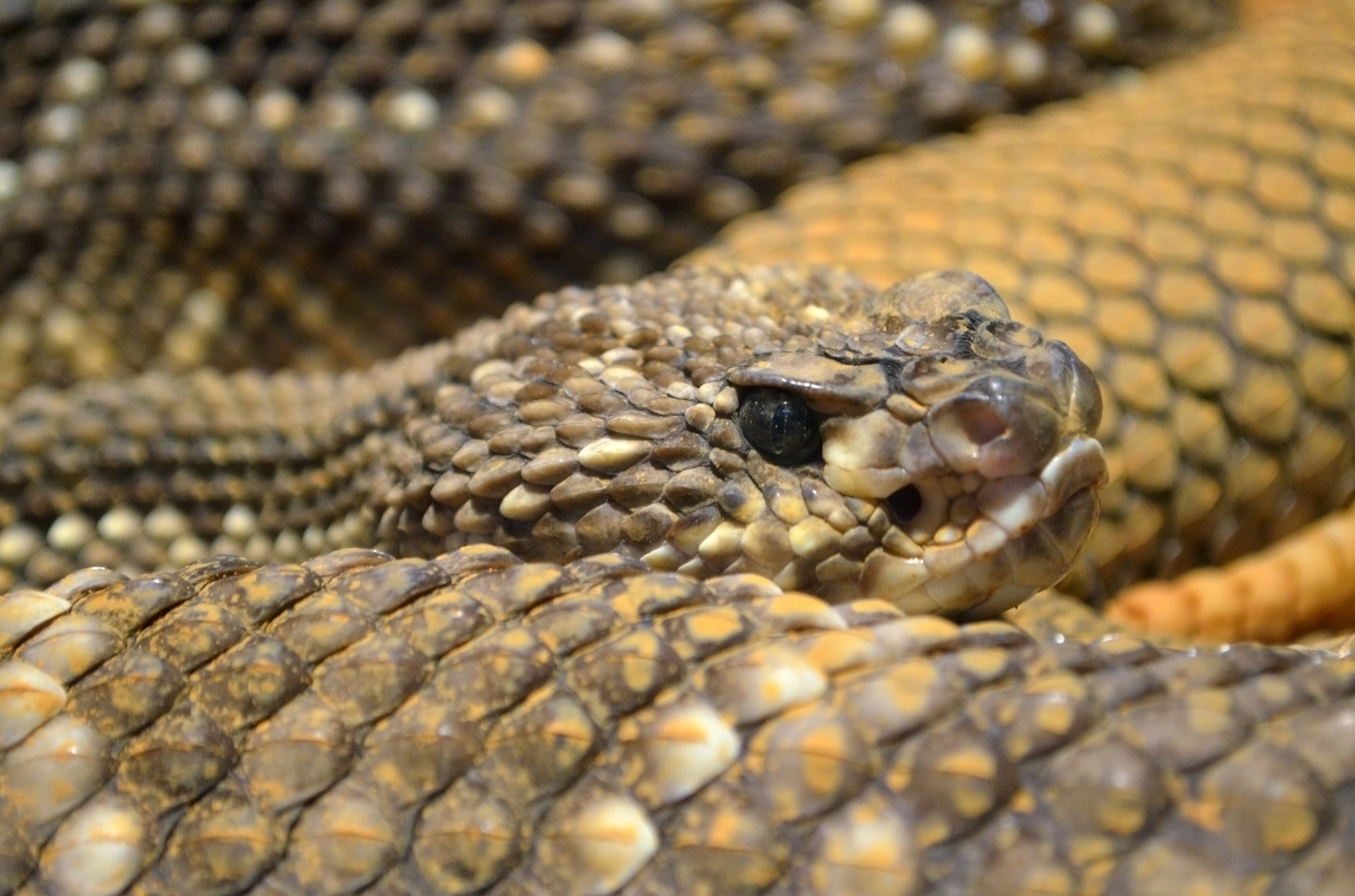
Tête du Crotalus durissus au muséum d'histoire naturelle de Nantes.

De grande robustesse, ce serpent est un crotale qui peut atteindre 160 cm de longueur, faisant de lui l'un des plus longs représentants des serpents à sonnette. Il possède un appendice corné qu'il exhibe à l'extrémité de la queue, composé au maximum de 14 segments enfilés et produisant un son caractéristique lorsque le serpent les agite. La couleur de fond est châtain nuance claire, avec une série d'au moins 18 losanges plus obscurs que le fond et délimités par des écailles blanchâtres. Sur les flancs il présente des triangles obscurs, bordés de clair, avec un angle pointé vers le dos, dont certains rejoignent les angles des losanges dorsaux. Au cou, il est orné de deux lignes longitudinales latéro-dorsales blanchâtres, de la largeur d'une écaille. Entre ces deux lignes, la coloration est plus foncée. L'abdomen est de couleur crème et immaculée.

## Liste des sous-espèces
Selon The Reptile Database (20 décembre 2013) :
- Crotalus durissus cumanensis Humboldt, 1811
- Crotalus durissus durissus Linnaeus, 1758
- Crotalus durissus marajoensis Hoge, 1966
- Crotalus durissus ruruima Hoge, 1965
- Crotalus durissus terrificus (Laurenti, 1768)
- Crotalus durissus trigonicus Harris & Simmons, 1978
- Crotalus durissus unicolor Lidth de Jeude, 1887
- Crotalus durissus vegrandis Klauber, 1941

Les sous-espèces Crotalus durissus culminatus et Crotalus durissus tzabcan (Klauber, 1952) ont été déplacées dans l'espèce Crotalus simus (Campbell & Lamar, 2004).

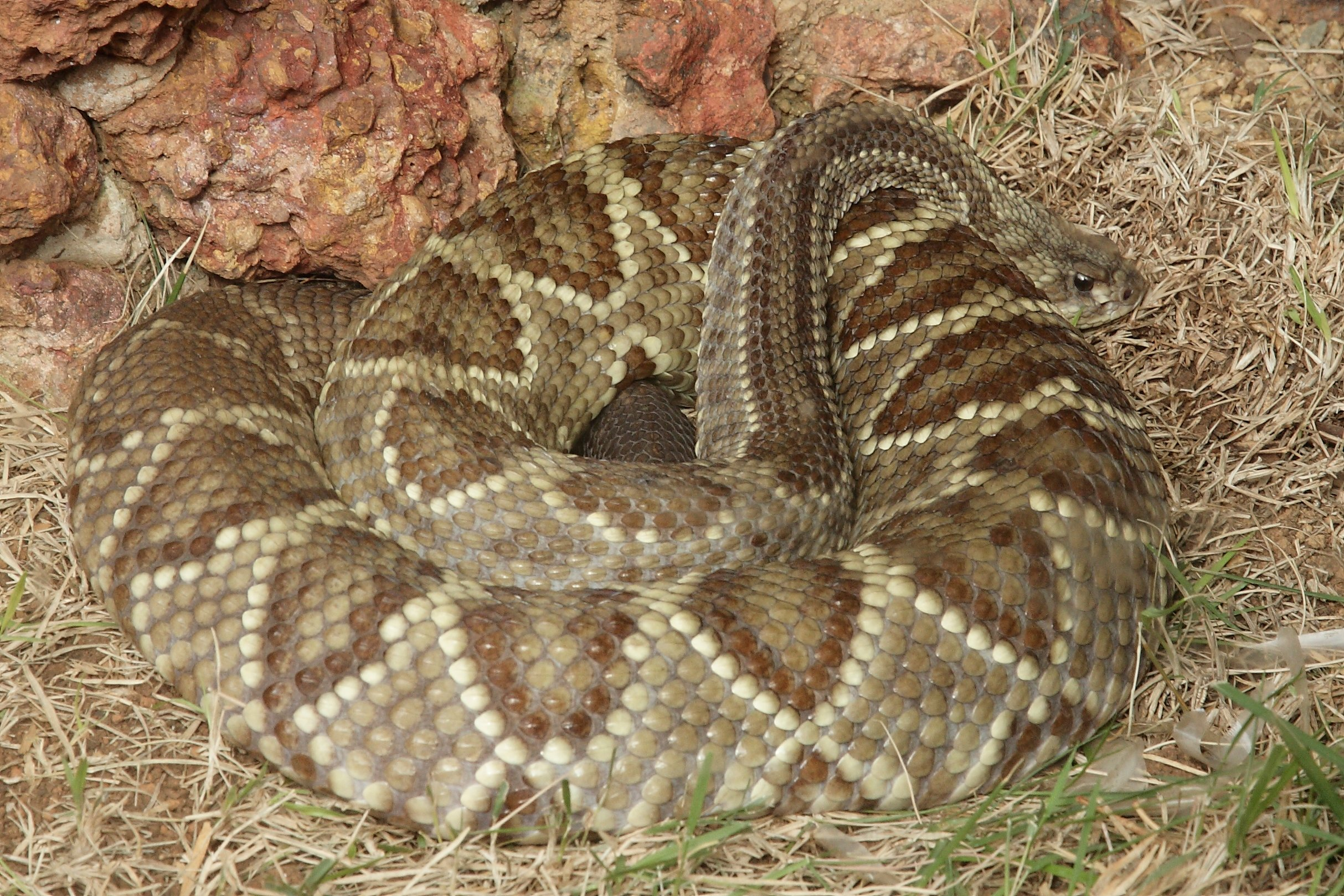
Crotalus durissus cumanensis
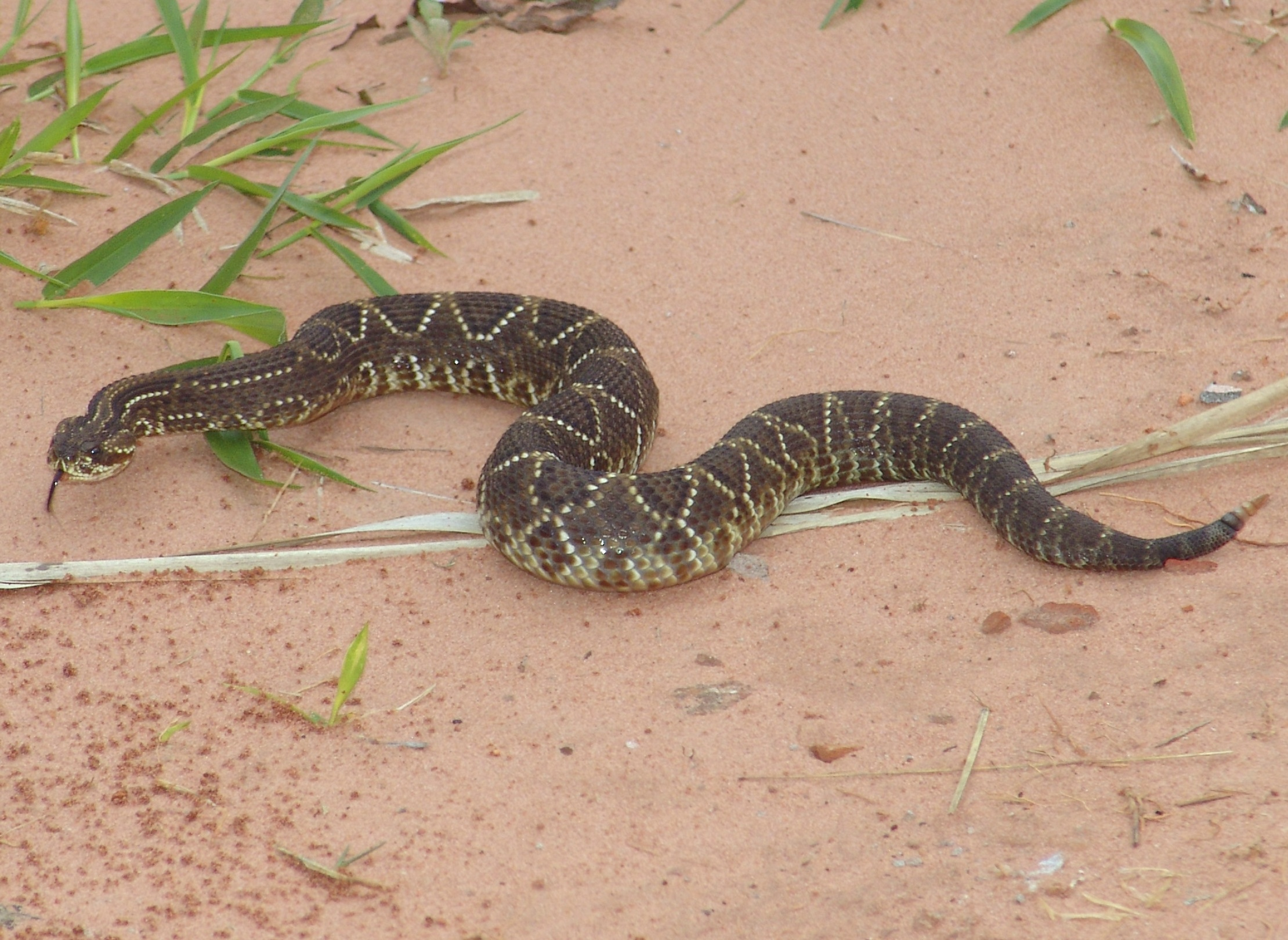
Crotalus durissus terrificus
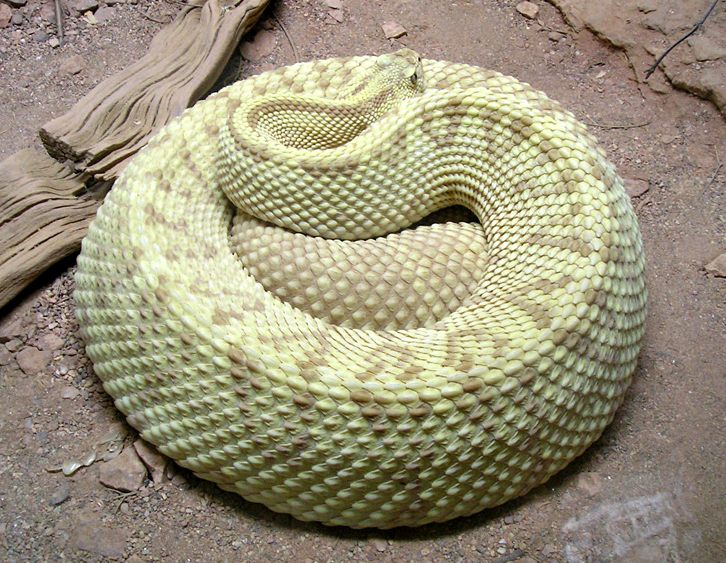
Crotalus durissus unicolor
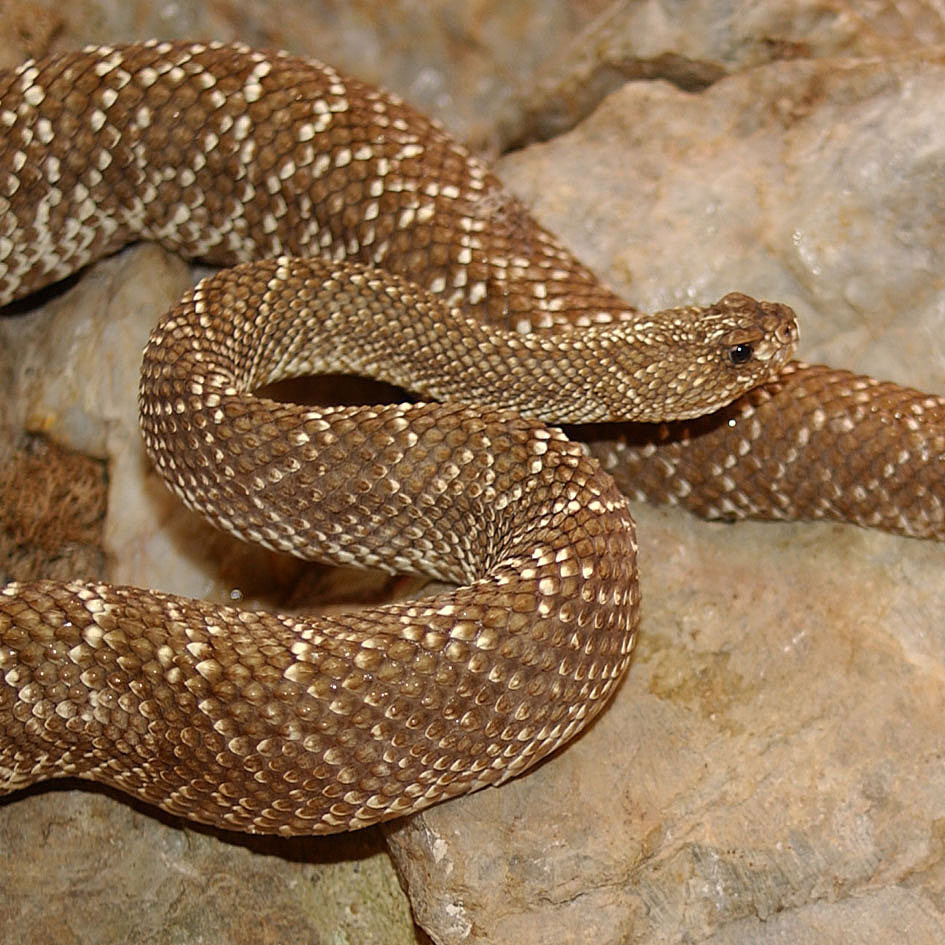
Crotalus durissus vegrandis

## Alimentation
Il se nourrit presque exclusivement de mammifères, surtout de rongeurs. Par contre, il lui arrive parfois de manger des insectes, entre autres, des sauterelles. 

## Venimosité
Ce serpent est relativement agressif dans son comportement de défense, comme la plupart des crotales, pouvant facilement mordre s'il se sent menacé. Mais comme il a l'habitude d'agiter sa « cascabelle », dite aussi « grelot » ou « sonnette », pour prévenir de sa présence et de sa dangerosité lorsqu'il perçoit un danger, les personnes sont averties de sa présence et peuvent l'éviter le plus souvent. Les accidents sont donc rares. En Uruguay par exemple, on n'a plus constaté d'accident depuis 1950. Ainsi, ce sont plutôt les serpents du genre Bothrops, moins détectables, qui sont responsables de la majeure partie des accidents sur le continent sud-américain.
La toxicité particulière de son venin est un point extrêmement important. Il qui est composé de phospholipases A2 neurotoxiques (crotamine et crotoxine) qui sont caractéristiques de l'espèce, en particulier chez C D. terrificus, la sous-espèce la plus méridionale. Alors que le venin de la plupart des espèces nord-américaines de Crotalus entraîne des désordres hématologiques inflammatoires et nécrotiques, les symptômes locaux du point d'envenimation par le Crotale cascabelle sont nettement moins accusés, car ils sont masqués par l’action neurotoxique du venin. Pourtant, ce dernier entraîne encore des désordres hématologiques. Des troubles rénaux (rhabdomyolyse), des lésions nécrotiques ont été signalés. C'est certainement le serpent américain le plus venimeux : à ce niveau, il est très proche des envenimations par certains Elapidae australiens (Notechis, Pseudonaja, Oxyuranus).
Un ouvrage[réf. nécessaire] à ce sujet affirme à titre anecdotique que « sa morsure équivaut à une morsure de vipère heurtante et une morsure de cobra indien naja simultanées ». En Guyane, l'envenimation par ce serpent est la plus redoutée car il faut prodiguer une assistance respiratoire et pallier les dégâts enzymatiques des constituants de son venin.
La mise au point d’un sérum antivenimeux spécifique a permis de réduire de manière significative le taux considérable de mortalité à 10 %, contre 75 % sans traitement voire 90 % chez les jeunes enfants.

## Publications originales
- (la) Linnaeus, 1758 : Systema naturae per regna tria naturae, secundum classes, ordines, genera, species, cum characteribus, differentiis, synonymis, locis, ed. 10 (texte intégral).
- (la) Laurenti, 1768 : Specimen medicum, exhibens synopsin reptilium emendatam cum experimentis circa venena et antidota reptilium austriacorum, Vienne, Joan Thomae p. 1-217 (texte intégral).
- Humboldt, 1811 : Sur un ver intestin trouvé dans les poumons du serpent à sonettes, de Cumana in Humboldt & Bonpland, 1811 : 'Voyage de Humboldt et Bonpland. Recueil d’observations de zoologie et d’anatomie comparée, faites dans l’Océan Atlantique, dans l’intérieur du nouveau continent et dans la mer du sud pendant les années 1799, 1800, 1801, 1802 et 1803, Paris, F. Schoell et G. Dufour, France, vol. 1, p. 298-304.
- (en) Lidth de Jeude, 1887 : On a collection of reptiles and fishes from the West-Indies. Notes from the Leyden Museum, vol. 9, p. 129-139 (texte intégral).
- (en-US) Klauber, 1941 : A new species of rattlesnake from Venezuela. Transactions of the San Diego Society of Natural History, vol. 9, no 3, p. 333-336 (texte intégral).
- (en) Hoge, 1966 "1965" : Preliminary account on Neotropical Crotalinae (Serpentes: Viperidae). Memorias do Instituto de Butantan, vol. 32, p. 109-184.
- (en) Harris & Simmons, 1976 : A new subspecies of Crotalus durissus (Serpentes: Crotalidae) from the rupununisavana of Southwestern Guyana. Memorias do Instituto de Butantan, vol. 40/41, p. 305-311.